# Natsume Yoshinobu
Natsume Yoshinobu est un nom japonais traditionnel ; le nom de famille (ou le nom d'école), Natsume, précède donc le prénom (ou le nom d'artiste).
Natsume Yoshinobu (夏目 吉信, 1517-25 janvier 1573) est un samouraï de la période Sengoku au service du clan Matsudaira (plus tard connu sous le nom clan Tokugawa). Lorsque les forces Tokugawa doivent se retirer de la bataille de Mikatagahara, Natsume charge les rangs ennemis se déclarant lui-même être Ieyasu ; il est ensuite tué dans la bataille.

## Source de la traduction
- (en) Cet article est partiellement ou en totalité issu de l’article de Wikipédia en anglais intitulé « Natsume Yoshinobu » (voir la liste des auteurs).